# یک راه خروج
یک راه خروج (به انگلیسی: A Way Out) یک بازی ویدئویی در سبک اکشن-ماجراجویی می‌باشد که توسط استودیو هیزلایت توسعه یافته و الکترونیک آرتس آن را در مارس ۲۰۱۸ برای مایکروسافت ویندوز، پلی‌استیشن ۴ و اکس‌باکس وان منتشر کرده‌است. این بازی اولین بار در نمایشگاه رسانه و تجارت ای۳ ۲۰۱۷ رونمایی شد.